# PGC 84720
LEDA/PGC 84720 (auch NGC 6045B) ist eine Linsenförmige Galaxie vom Hubble-Typ S0 im Sternbild Herkules am Nordsternhimmel. Sie ist schätzungsweise 422 Millionen Lichtjahre von der Milchstraße entfernt und hat einen Durchmesser von rund 50.000 Lichtjahren. Die Galaxie gilt als Mitglied des Herkules-Galaxienhaufens Abell 2151. Gemeinsam mit NGC 6045 bildet sie das Galaxienpaar Arp 71.
Halton Arp gliederte seinen Katalog ungewöhnlicher Galaxien nach rein morphologischen Kriterien in Gruppen. Diese Galaxie gehört zu der Klasse Spiralgalaxien mit einem kleinen Begleiter hoher Flächenhelligkeit auf einem Arm (Arp-Katalog).
Im selben Himmelsareal befinden sich u. a. die Galaxien NGC 6043, NGC 6047, NGC 6050, IC 1179.